# Epistel
Epistel (altgriechisch ἐπιστολή epistolē „schriftliche Mitteilung, Brief“, latein: epistola, epistula) ist ein aus dem Griechischen stammendes Lehnwort, das in der Vergangenheit eine literarische Briefgattung bezeichnete, die jedoch heute als überholt gilt. Als liturgische Kurzbezeichnung bezieht sich der Begriff auf die gottesdienstlichen Lesungstexte der biblischen Briefe, für die Epistel bis heute als Bezeichnung geläufig ist.

## Literarische Gattung
Die formkritische Unterscheidung von Brief und Epistel geht auf Adolf Deißmann zurück. Im Gegenüber zum antiken, unliterarischen Brief sah er die Epistel als literarische Kunstform an. Unter den biblischen Briefen ordnete er die katholischen Briefe, den Hebräerbrief und die Offenbarung als „Episteln“ ein, während er in den Paulusbriefen wirkliche, unliterarische Briefe sah. Diese Unterscheidung trifft jedoch weder auf die neutestamentlichen noch auf die antiken Briefe zu und gilt deshalb als überwunden. Auch die paulinischen Briefe sind mit Ausnahme des Philemonbriefs deutlich länger als antike Briefe. Außerdem weisen sie eine sorgfältige Komposition mit einer Vielzahl literarischer Kunstformen auf und waren für die Öffentlichkeit bestimmt.

## Epistel in der Liturgie

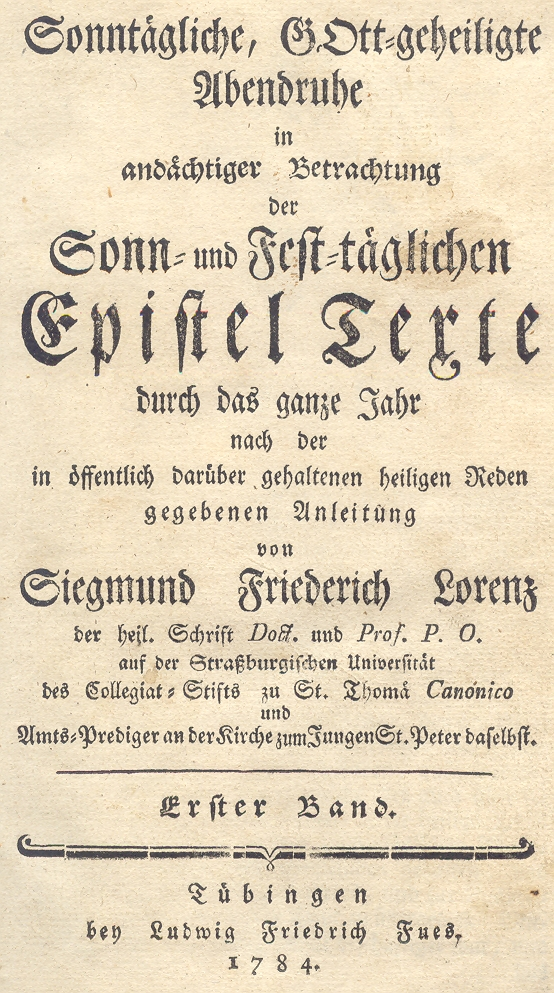
Buch über Episteltexte, Tübingen 1784 (Titelseite)

Bereits in apostolischer Zeit gehörte zum Gottesdienst nicht nur die Lesung aus dem Alten Testament und der mündliche Bericht vom Wirken Jesu, sondern auch die Verlesung der Briefe (vgl. Kol 4,16 ). Vermutlich wurden die Schriften fortlaufend gelesen. Mit der Ausbildung der Hochfeste wurden an diesen Tagen die entsprechenden Abschnitte gelesen. Erste Perikopenordnungen finden sich im 5. Jh., Epistellisten sind ab dem 7. Jh. bezeugt. Mit der fränkisch-karolingischen Liturgiereform im 8. und 9. Jh. etablierten sich die Epistel- und Evangelienreihe.
Heute sind für die Gottesdienste drei Schriftlesungen vorgesehen, deren Reihenfolge man theologisch deutete: Die prophetische Verheißung (alttestamentliche Lesung) wird von den Aposteln (Epistellesung) als erfüllt gelehrt. Schließlich kommt Christus selbst zu Wort (Evangelienlesung).

### Evangelische Liturgie
Der evangelische Gottesdienst nach Grundform I sieht drei Schriftlesungen (AT, Epistel, Evangelium) vor, die der Ordnung des Kirchenjahres folgen, jedoch kann in der gottesdienstlichen Praxis auf die alttestamentliche und/oder Epistellesung verzichtet werden. Die Epistellesung stammt dabei meistens aus einem der neutestamentlichen Briefe, kann jedoch auch der Apostelgeschichte (bspw. am 12. Sonntag n. Trinitatis) oder der Offenbarung (bspw. am Ewigkeitssonntag) entnommen sein. In der Regel sind jedem Sonntag des Kirchenjahres jeweils zwei Texte der verschiedenen Textguppen zugeordnet. Dabei sind die Lesungstexte fest vorgeschrieben, während der Predigttext einem sechsjährigen Turnus unterliegt.
Der Gottesdienst nach Grundform II pflegt einen offeneren Umgang mit den Lesungstexten. So kann einer oder mehrere der nach Perikopenordnung vorgeschriebenen Texte gelesen werden, oder ein davon unabhängiger zum Predigttext passender Lesungstext gewählt werden.

### Katholische Liturgie
Auch die katholische Messliturgie sieht die drei Schriftlesungen vor, dabei kann sie von der Epistellesung oder von der Lesung „aus [...] den Aposteln“ sprechen. Vorgesehen ist dafür eine fortlaufende Lesung aus den Paulusbriefen oder Jakobus. In der Oster- und Weihnachtszeit wird aus den Petrus- und Johannesbriefen gelesen.